# Хиазм (изобразительное искусство)
Хиа́зм (др.-греч. χιασμός — уподобление греческой букве χ) — в изобразительном искусстве — крестообразное расположение элементов, а также пересекающиеся линии, пластические связи, возникающие между такими элементами.
В античной скульптуре, начиная с ранней классики, хиазм возникал вследствие явления, которое называют контрапостом — приёма достижения равновесия (пондерации), создаваемого противоположно направленными движениями в изображении фигуры человека, стоящего с переносом тяжести тела на одну ногу.
В истории искусства термин «контрапост» обычно связывают с произведениями знаменитого античного скульптора Поликлета Аргосского: фигур Дорифора («Копьеносца», 450—440 гг. до н. э.) и Диадумена («Юноши, увенчивающего себя победной повязкой», ок. 430 года до н. э.). Поликлет первым, по свидетельству Плиния Старшего, разработал тему идеальной фигуры стоящего атлета с переносом тяжести тела на одну ногу. В таком положении, называемым классической постановкой, опорная нога фигуры отклоняется от вертикали, опорный тазобедренный сустав поднимается вверх и одновременно немного выдвигается вперёд, тазовый пояс наклоняется относительно горизонтали, а свободная нога атлета, согнутая в колене, слегка отставляется назад. Плечевой пояс из-за необходимости уравновешивания приобретает контрастное положение по отношению к тазовому. То же можно наблюдать в лучших античных статуях со спины.
В результате такой постановки фигуры возникает S-образная линия, которая создаёт зрительное, пластическое движение, причём существенно, что эта линия и создаваемое ей пластическое движение разворачиваются в пространстве в трёх измерениях. Этот феномен особенно ясно ощущается при медленном обходе скульптуры и рассматривании её с разных точек зрения. Кажется, что статуя тоже «движется», хотя на самом деле, в физическом смысле, она остаётся неподвижной.
Главная S-образная линия откликается в пластически взаимосвязанных частях скульптуры другими, противонаправленными зрительными движениями. В результате контрапоста, эти вторичные линии крестообразно пересекаются; они связывают все части фигуры по диагоналям, например: правая рука — левая нога, левая рука — правая нога, поворот головы в одну сторону — разворот торса в другую и так далее, вплоть до деталей одеяний или атрибутов.
Б. Р. Виппер писал о статуе Аполлона Бельведерского в Ватикане, что «главная пластическая ценность Аполлона Бельведерского… заключается в изящной гибкости его тела… Благодаря далеко раскинутым рукам и повороту головы, благодаря тому, что всё его тело полно хиазмов, движение не сосредоточивается в одном направлении, а как бы лучами расходится в разные стороны».
В фигуре Аполлона таких линий множество, они пересекаются, и от этого вся фигура приобретает зрительно подвижный характер. Причём связующие линии не являются только плодом воображения зрителя, они действительно существуют и обусловлены объективными причинами, в частности, при изображении обнажённой фигуры человека, — закономерностями анатомического строения тела.
Пластический хиазм может создаваться границами, контурами изображённого предмета, но главным образом внутренними «связующими» и «охватывающими» линиями. Это хорошо чувствовали художники барокко, маньеризма и даже многие академические художники.
Так, например, в статуе Антонио Кановы «Персей с головой Медузы горгоны» (1797—1801; Ватикан, реплика: Метрополитен музей, Нью-Йорк) из-за динамично отставленной правой ноги фигуры также выявляются две взаимно перекрещивающиеся и слегка изогнутые линии. Именно они создают зрительное (пластическое) движение фигуры, «зеркальное» в отношении статуи Аполлона Бельведерского. Заимствование пластической идеи очевидно.